# Jordi Vidal Gómez
Jordi Vidal Gómez   (segle XX) és un actor català. Llicenciat en Art Dramàtic per l'Institut del Teatre, ha treballat en diverses obres com ara El tinent d'Inishmore i Nit de Reis dirigides per Josep Maria Mestres al Teatre Nacional de Catalunya; Obra Vista, escrita i dirigida per Jordi Prat i Coll a la Sala Beckett i El hombre de Teatro, dirigida per Xavier Albertí al Teatro de la Abadía, de Madrid. Ha participat en diversos espectacles musicals com ara The Full Monty; Gaudí; Sarao; John i Jen, estrenat al Versus Teatre (dirigit per David Pintó i nominat als premis Butaca com a millor actor de musical); Senzillament (coses de l'Ovidi), estrenat a Barcelona a la sala Ovidi Montllor, i The Black Rider, a l'Almeria Teatre (nominat als premis Butaca com a millor actor de musical). Entre els seus darrers treballs cal destacar Mon Brel, un espectacle musical a partir de cançons de Jacques Brel, À la ville de... Barcelona, sota la direcció de Joan Ollé, el musical T'estimo, ets perfecte... ja et canviaré al Teatre Poliorama, El Eunuco de Jordi Sánchez i Pep Antón Gómez, versió lliure de l'obra homónima de Terenci o El jovencito Frankenstein dirigida per Esteve Ferrer.